# Simai Kristóf
Simai Kristóf (Komárom, 1742. november 8. – Selmecbánya, 1833. augusztus 12.) piarista szerzetes, író, szótáríró, az MTA levelező tagja (1832).

## Életpályája
Eredeti neve Sima Márton, Sima István kertész és Szücs Mária fia. 1765-ben a piarista rendbe lépve vette fel a Simai Kristóf nevet.
Piarista tanár volt, az ország sok városában működött; 1776–1790 között Kassán, 1790-től 1820-ig, nyugdíjazásáig Körmöcbányán. 1829-ben Selmecbányán a piarista rend szeniora lett. Számos iskolai drámát írt diákjai számára, utóbb világi színművekkel is megpróbálkozott. Igazházi című darabjával nyitotta meg előadásait Kelemen László első magyar színtársulata Budán 1790. október 25-én.
Az 1790-es évek derekától szótárírással kezdett foglalkozni. Összegyűjtötte a 18. századi népies színezetű irodalmi nyelv szókincsét, valamint a rokon táj- és régi szavakat. Foglalkozott nyelvészeti tanulmányokkal.
Szakácskönyvet is írt 1795 és 1799 között: kéziratos szakácskönyve több füzetből álló receptgyűjtemény, a Piarista Rend központi levéltárában maradt fenn. A szerző kiadásra szánta gyűjteményét, mint azt a munkájához írt Előbeszédben is megfogalmazza: "(...) helyesnek, sőt hasznosnak is találtam, hogy egy új, 's jó rendbe szedett szakácskönyvnek készítéséhez fogjak, (...) az ilyes könyvre szükségek lévén kivált a házi gazdasszonyoknak (...)". Simai szakácskönyve közel kétszáz év elteltével jelent meg először nyomtatásban, szerkesztett, az eredeti nyelvezetet megtartó, de mai helyesírásra átírt változatban. A kötetben 604 recept szerepel, emellett különféle tanácsokat tartalmazó "Elegyes jegyzéket" is készített a szerző.
Simai kilencvenéves korában még részt vett a Magyar Tudományos Akadémia 1832. évi nagygyűlésén.

## Vígjátékai
Hat vígjátéka maradt fenn. A hat közül egyik sem eredeti, hanem átmenet az önálló alkotás és a fordítás között.
- A Mesterséges ravaszság (1775) és a Váratlan vendég (1788) Plautus római komédiaírónak Mostellaria (Kísértetek) című vígjátékával és Ludvig Holbergnek (1684–1754) dánból németre fordított tréfás darabjával, az Abracadabrával van összefüggésben. Simai ott a leggyöngébb, ahol eredeti akar lenni, és ott a legbiztosabb a dolgában, ahol idegen szövegre támaszkodik. Néhány népies mellékalakja jó írói érzékről tanuskodik. Az idegen mesét magyar köntösbe öltözteti, a szereplők neveit magyarosítja, a dialógusokba magyar vonatkozásokat visz. Legelső darabjára Plautus és Holberg mellett Molière is hatott Les Fourberies de Scapin (Scapin furfangjai) című bohózatával. Valószínű, hogy a hatás nem közvetlen. Simai bizonyára olyan latin vagy német nyelvű vígjátékot használt forrásnak, melyben a plautusi és molière-i motívumokat már egybedolgozta a szerző.
- Molière két vígjátékát is felhasználta kiindulópontnak: a Gyapai Márton (1792) Sganarelle ou le Cocu imaginaire (Sganarelle vagy a képzelt szarvak) alapján, a Zsugori (1792) L'Avare (A fösvény) nyomán készült. Igazságtalanság volna a magyar átdolgozást bármilyen tekintetben is összehasonlítani a francia eredetivel. Simai Kristóf prózája magán viseli a nyelvújítást megelőző kor érdességét, a romlatlan népies magyarságnak értékes forrása. Bővelkedik az eredeti kifejezésekben, ritka közmondásokban, cifra hasonlatokban. Komikuma vaskos.
- A házi orvosság (1793) című komédiát a német Christian Félix Weisse (1726–1804) Die verwandelten Frauenzimmer című vígjátéka után írta. Ebben is szembeszökő a tréfálkozás póriassága. A házsártos asszony megfékezésére sikerrel alkalmazott gyógyító orvosság: a lábszíj és az ütleg.
- Legnevezetesebb színdarabja a sorrendben harmadikként íródott Igazházi. Az első magyar színjátszó társaság ezzel a „mulatságos játékkal” kezdte meg előadásait Budán 1790. október 25-én. Cselekményét Alois Friedrich von Brühl német színműíró (1739–1793) Der Bürgermeister című művéből kölcsönözte, viszonylag hű átdolgozás.

Igazházi polgármester mint atya és mint tisztviselő egyaránt szigorú férfiú, de ha jónak látja, kegyes is tud lenni. Mikor nyomára jön, hogy Fegyverneki hadnagy szerelmes leányába, Ágotába, sőt meg is akarja szöktetni, leánya boldogságáért elnyomja polgári büszkeségét és kegyeibe fogadja az ifjú párt. Ugyanekkor megkerül rég eltűnt fivére is, aki után sokat bánkódott. Simai darabját később is, mások is nagy sikerrel játszották, bár nem sokban különbözött a kor divatos érzékenyjátékaitól. Hasonló polgári drámákat bőségesen termeltek az akkori német színpadi szerzők. A magyar piarista tanár munkája nem követi szorosan a német eredetit, de nem is tér el sokban tőle. Meséje a magyar személynevek ellenére is a németországi városi életet tükrözi, nyelve azonban gyökeresen magyar. Simai idegenkedett a nyelvújítók finomkodó stílusától, annál jobban értette a módját, hogyan kell a falusi közönség szája íze szerint beszélni.
Pályájának irodalomtörténeti jelentősége főként abban rejlik, hogy az iskolai színjátszás és a világi magyar nyelvű színház között ő volt az első közvetítő.

### Fennmaradt vígjátékai
- Mesterséges ravaszság. Vígságos játék, mely a mulatságokban gyönyörködőknek kedvekért szereztetett és kibocsáttatott. Pest, 1775
- Váratlan vendég. Vígságos játék három felvonásban. Kassa, 1788
- Igazházi, egy kegyes jó atya. Mulatságos játék öt felvonásban. Kassa, 1790
- Gyapai Márton, feleségféltő gyáva lélek. Mulatságos játék három felvonásban. Buda, 1792
- Zsugori, telhetetlen fösvény ember. Vígjáték öt felvonásban. Pest, 1792
- Házi orvosság. Vígjáték három felvonásban. Pest, 1793

## Szakácskönyve
- Simai Kristóf szakácskönyve. Egy új és jó rendbe szedett szakácskönyv a házi gazdasszonyoknak, a jó falatokhoz szokott szájnak tetszésére. Némely étkek készítési módja, Körmöcbánya, 1795; szerk. Golubeff Lóránt; Alinea, Budapest, 2011